# Fausto Coppi
Angelo Fausto Coppi (n. 15 septembrie 1919, Castellania, Piemont, Italia – d. 2 ianuarie 1960, Tortona, Piemont, Italia) a fost un ciclist italian, cel care a dominat acest sport în anii de după cel de-al Doilea Război Mondial. Succesele sale i-au adus titlul de Il Campionissimo („Campionul Campionilor”). A fost un ciclist de curse complet: a excelat atât la cățărare, cât și la contratimp, fiind, de asemenea, un mare sprinter. A câștigat Turul Italiei de cinci ori (1940, 1947, 1949, 1952, 1953), Turul Franței de două ori (1949 și 1952) și Campionatul Mondial în 1953. Alte rezultate notabile includ câștigarea Giro di Lombardia de cinci ori, Milano-San Remo de trei ori, precum și victorii la Paris-Roubaix și Săgeata Valonă și stabilirea recordului orar (45,798 km) în 1942.

## Viața timpurie și cariera la amatori
Coppi s-a născut în Castellania (cunoscută în prezent sub numele de Castellania Coppi), lângă Alessandria, fiind unul dintre cei cinci copii ai lui Domenico Coppi și ai Angiolineia Boveri, care s-au căsătorit la 29 iulie 1914. Fausto a fost al patrulea copil, născut la ora 17:00, la 15 septembrie 1919. Mama sa a vrut să-l numească Angelo, dar tatăl său a preferat Fausto. A fost numit Angelo Fausto, dar a fost cunoscut cea mai mare parte a vieții sale ca Fausto.
Coppi a avut o sănătate precară în copilărie și a arătat puțin interes pentru școală. În 1927 a scris „Ar trebui să fiu la școală, nu să mă plimb pe bicicletă”, după ce a chiulit de la lecții pentru a-și petrece ziua plimbându-se pe o bicicletă de familie pe care o găsise într-o pivniță, ruginită și fără frână. A părăsit școala la vârsta de 13 ani pentru a lucra pentru Domenico Merlani, un măcelar din Novi Ligure mai cunoscut sub numele de Signor Ettore.
Venind și plecând cu bicicleta de la magazin și întâlnindu-se cu cicliștii care veneau acolo, a fost interesat de curse. Banii pentru a cumpăra o bicicletă au venit de la unchiul său, pe care îl chema tot Fausto Coppi, și de la tatăl său. Coppi a spus:
„... [Unchiul meu] era ofițer al marinei comerciale pe un petrolier și un adevărat fan al ciclismului. A fost emoționat când a auzit de pasiunea mea pentru bicicletă și a decis că merit o unealtă adevărată pentru meseria pe care mi-am pus-o la suflet, în locul vechiturii ruginite pe care o conduceam. Pur și simplu am plâns de bucurie când unchiul meu bun mi-a dat cele 600 de lire care urmau să-mi îndeplinească visul. Știam din anunțurile pe care le văzusem în ziarele locale că pentru 600 de lire puteam obține un cadru construit după măsurile mele la Genova. Din puținele mele economii am luat suficient pentru biletul de tren până la Genova și înapoi, am dat măsurile mele și am înmânat cele 600 de lire. Din salariul meu de curier trebuia să cumpăr armăturile și anvelopele. O, cât mă dureau picioarele noaptea, după ce urcam atâtea scări în timpul zilei! Dar mă bucur că am făcut-o, pentru că, cu siguranță, mi-au făcut picioarele atât de puternice."

„Reveniți într-o săptămână; cadrul va fi gata”, a spus proprietarul magazinului de biciclete. „Dar nu era gata, și nici săptămâna următoare, și nici în următoarea. Timp de opt săptămâni am aruncat bani prețioși luând trenul până la Genova și tot nu am găsit o bicicletă pe măsură pentru mine. Tipul pur și simplu nu s-a deranjat să facă un cadru pentru un puști slab de la țară care nu părea că ar putea pedala o bicicletă de zână, darămite o bicicletă de curse. Obișnuiam să plâng cu amărăciune când mă întorceam acasă fără cadru. La a noua călătorie am luat un cadru acasă. Dar nu era un cadru „făcut pe măsură”. Tipul a luat unul de pe raft. Eram furios pe dinăuntru, dar prea timid ca să fac ceva în privința asta”.
Coppi a participat la prima sa cursă la vârsta de 15 ani, printre alți băieți care nu făceau parte din cluburi de ciclism, și a câștigat premiul întâi: 20 de lire și un sandviș cu salam. Coppi și-a luat licența de curse la începutul anului 1938 și a câștigat prima sa cursă, la Castelleto d'Orba, lângă măcelărie. A câștigat singur, obținând un ceas deșteptător. Un client obișnuit al măcelăriei din Novi Ligure era un fost boxer care devenise maseur, o meserie pe care o putea face după ce își pierduse vederea, în 1938. Giuseppe Cavanna era cunoscut de prieteni sub numele de Biagio. Coppi l-a întâlnit în acel an, recomandat de un alt ciclist al lui Cavanna. Cavanna a sugerat în 1939 că Coppi ar trebui să devină independent, o clasă de semi-profesioniști care ar putea concura atât împotriva amatorilor, cât și a profesioniștilor. L-a trimis pe Coppi la Turul Toscanei din aprilie, în acel an, cu acest sfat: „Urmăriți-l pe Gino Bartali!” Acesta a fost nevoit să se oprească cu o roată ruptă. Dar la Varzi, pe 7 mai 1939, a câștigat una dintre cursele care contau pentru campionatul național independent pe durata unui sezon. A terminat cu șapte minute în fața celorlalți și a câștigat următoarea cursă cu șase minute avans.

## Cariera profesionistă
Primul său succes major a fost în 1940, când a câștigat Turul Italiei la vârsta de 20 de ani. La 7 noiembrie 1942 a stabilit un record mondial al orei (45,798 km pe Velodromo Vigorelli din Milano). A pedalat cu o cadență medie de 103,3 rpm. Bicicleta este expusă în capela Madonna del Ghisallo de lângă Como, Italia. Coppi a bătut recordul lui Maurice Archambaud de 45,767 km, stabilit cu cinci ani mai devreme pe același traseu. Recordul a rămas valabil până când a fost depășit de Jacques Anquetil în 1956. Cariera sa a fost apoi întreruptă de serviciul activ în cel de-al Doilea Război Mondial. În 1946 a reluat cursele și a obținut succese remarcabile, care vor fi depășite doar de Eddy Merckx. Scriitorul veteran Pierre Chany spunea că, din 1946 până în 1954, Coppi nu a mai fost ajuns nici măcar o dată după ce s-a desprins de ceilalți.
De două ori, în 1949 și 1952, Coppi a câștigat Turul Italiei și Turul Franței în același an, fiind primul care a realizat acest lucru. A câștigat Giro de cinci ori, un record împărțit cu Alfredo Binda și Eddy Merckx. În timpul Turului din 1949, l-a devansat pe Gino Bartali cu 11 minute între Cuneo și Pinerolo. Coppi a câștigat Turul Franței din 1949 cu aproape o jumătate de oră avans față de toți cicliștii, cu excepția lui Bartali. De la începutul munților din Pirinei și până la finalul în Alpi, Coppi a recuperat cele 55 de minute cu care Jacques Marinelli conducea.
Coppi a câștigat Giro di Lombardia de cinci ori, un record (1946, 1947, 1948, 1949 și 1954). A câștigat Milano-San Remo de trei ori (1946, 1948 și 1949). În Milano-San Remo 1946 a atacat împreună cu alți nouă participanți, după cinci kilometri într-o cursă de 292 km. I-a abandonat pe ceilalți pe cățărarea Turchino și a câștigat cu 14 minute avans. A câștigat, de asemenea, Paris-Roubaix și Săgeata Valonă (1950). A fost, de asemenea, campion mondial pe șosea în 1953.
În primii ani ai carierei sale, Coppi nu a putut participa la Turul Franței. Când a devenit profesionist, în 1940, Turul Franței nu a avut loc din cauza celui de-al Doilea Război Mondial. Turul a reînceput în 1947, dar italienii nu erau încă bineveniți. În 1948, italienii au fost primiți, dar Coppi a fost suspendat de uniunea italiană de ciclism pentru că a abandonat Turul Italiei 1948 în semn de protest față de mica penalizare acordată lui Fiorenzo Magni. În 1949, Coppi a putut în sfârșit să se înscrie în Tur. După câteva etape, Coppi era cu mai mult de o jumătate de oră în urmă în clasamentul general, dar a câștigat timp în etapele montane și a încheiat Turul câștigând în clasamentul general și în clasamentul montan, ambele cu colegul său de echipă Bartali pe locul al doilea, câștigând și clasamentul pe echipe.
În 1950, Coppi nu și-a apărat titlul în Turul ciclist, deoarece a refuzat să concureze împreună cu Bartali. În 1951, s-a alăturat (pedalând împreună cu Bartali), dar era încă afectat de moartea fratelui său Serse Coppi și nu a excelat.

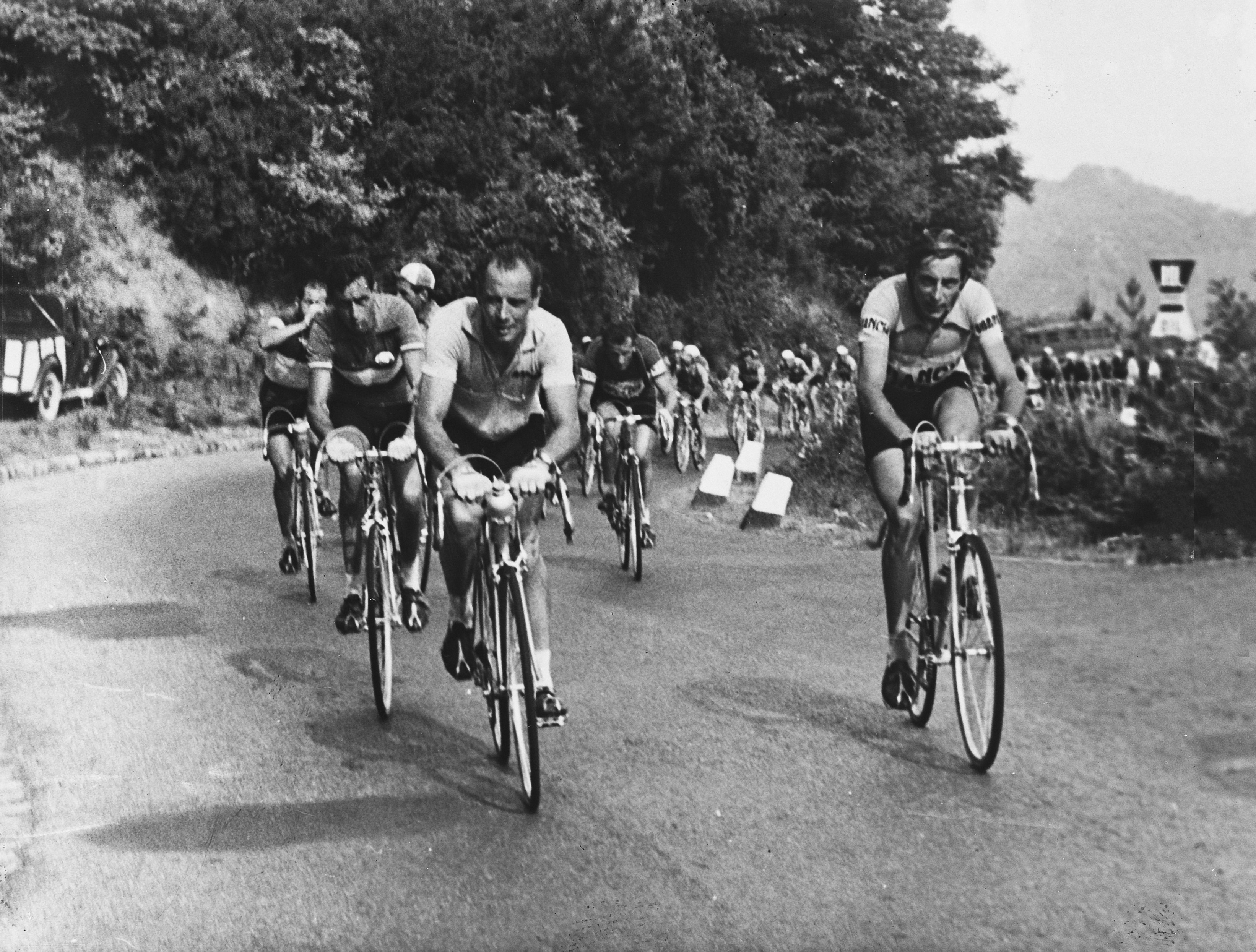
Coppi (dreapta) concurând în Turul Italiei 1953

În 1952, Coppi a luat din nou startul în Tur. A câștigat pe Alpe d'Huez, care fusese inclusă pentru prima dată în acel an în competiție. A atacat cu șase kilometri înainte de vârf pentru a scăpa de francezul Jean Robic. Coppi a declarat: „Am știut că nu mai era acolo când nu i-am mai auzit respirația și nici sunetul cauciucurilor sale pe drumul din spatele meu.” A pedalat ca „un marțian pe bicicletă”, a spus Raphaël Géminiani. „Mi-a cerut sfatul cu privire la angrenajele pe care să le folosească, eu eram în echipa franceză și el în cea italiană, dar era un prieten și, în mod normal, căpitanul meu în echipa noastră de zi cu zi, așa că nu puteam să-l refuz. Am văzut un ciclist fenomenal în acea zi.” Coppi a câștigat Turul cu 28m 27s, iar organizatorul, Jacques Goddet, a fost nevoit să dubleze premiile pentru locurile inferioare pentru a menține interesul celorlalți cicliști. A fost ultimul său Tur, după ce a participat la trei ediții și a câștigat două. Pentru a economisi energie, în timpul Marilor Tururi, îi punea pe îngrijitorii echipei să îl care în jurul hotelului său.
Bill McGann a scris:
Compararea cicliștilor din epoci diferite este o afacere riscantă, supusă prejudecăților judecătorului. Dar dacă Coppi nu este cel mai mare ciclist al tuturor timpurilor, atunci este al doilea după Eddy Merckx. Nu se pot judeca realizările sale după lista de victorii pentru că al Doilea Război Mondial i-a întrerupt cariera, așa cum Primul Război Mondial a întrerupt-o pe cea a lui Philippe Thys. Coppi a câștigat totul: recordul mondial al orei, campionatele mondiale, marile tururi, clasicele, precum și contratimpurile. Marele jurnalist francez de ciclism, Pierre Chany, spune că între 1946 și 1954, odată ce Coppi s-a desprins din pluton, acesta nu l-a mai văzut niciodată. Se poate spune acest lucru despre oricare alt ciclist? Observatorii avizați care i-au văzut pe amândoi concurând sunt de acord că Coppi a fost un ciclist mai elegant, care a învins datorită darurilor sale fizice, spre deosebire de Merckx, care se conducea singur și își învingea concurența fără încetare, fiind însăși întruchiparea voinței pure.
În 1955, Coppi și iubita sa, Giulia Occhini, au fost judecați pentru adulter, pe atunci ilegal în Italia, și au fost condamnați cu suspendare. Scandalul a zguduit Italia conservatoare ultra-catolică, iar Coppi a fost dezonorat. Cariera lui Coppi a decăzut după acest scandal. El fusese deja lovit în 1951 de moartea fratelui său mai mic, Serse Coppi, care s-a accidentat la un sprint în Giro del Piemonte și a murit din cauza unei hemoragii cerebrale. Coppi nu a mai putut niciodată să își egaleze vechile succese. Pierre Chany a declarat că a fost primul care a fost abandonat în fiecare zi în Turul Spaniei din 1959. Organizatorii de Criterium-uri își reduceau frecvent cursele la 45 km pentru a fi siguri că Fausto Coppi putea termina, a spus el. „Din punct de vedere fizic, el nu ar fi fost capabil să parcurgă nici măcar 10 km în plus. El s-a încărcat [s-a dopat] înainte de fiecare cursă”. Coppi, a spus Chany, era „un om magnific și grotesc, ironic față de el însuși; nimic, cu excepția căldurii unei simple prietenii, nu-i putea pătrunde melancolia. Dar eu vorbesc de sfârșitul carierei sale. Ultimul an! În 1959! Nu vorbesc despre marea epocă. În 1959, el nu mai era un ciclist de curse. El doar se agăța [de sport].”
Jacques Goddet a scris într-o apreciere a carierei lui Coppi în L'Équipe: „Am fi vrut să-i fi strigat "Stop!". Și cum nimeni nu a îndrăznit să o facă, destinul s-a ocupat de asta”.
Raphaël Géminiani a spus despre dominația lui Coppi:
Când Fausto câștiga și voiai să verifici diferența de timp față de cel de pe locul doi, nu aveai nevoie de un cronometru elvețian. Clopotul din turnul cu ceas al bisericii făcea la fel de bine treaba. Paris-Roubaix? Milano-San Remo? Lombardia? Vorbim de 10 minute până la un sfert de oră. Așa era Fausto Coppi.

## Rivalitatea cu Bartali
„Acest începător [Fausto Coppi] s-a alăturat echipei lui Bartali în 1940, iar apoi a câștigat Turul Italiei cu un avans uriaș față de liderul său de echipă. Bartali a fost uimit și jignit.
De atunci încolo, cei doi cicliști au fost în luptă personală - adesea părea că, în calitate de rivali feroce, le păsa mai puțin să câștige o cursă decât să se învingă unul pe celălalt”. 
Perioada în care a concurat Coppi este considerată în general ca fiind începutul anilor de aur ai curselor de ciclism. Un factor este reprezentat de competiția dintre Coppi și Gino Bartali. Tifosii (fanii) italieni s-au împărțit în coppiani și bartaliani. Rivalitatea dintre Bartali și Coppi a divizat Italia. Bartali, conservator, religios, era venerat în sudul rural și agrar, în timp ce Coppi, mai monden, secular, inovator în alimentație și antrenament, era eroul nordului industrial. Scriitorul Curzio Malaparte spunea:
„Bartali aparține celor care cred în tradiție ... este un om metafizic protejat de sfinți. Coppi nu are pe nimeni în ceruri care să aibă grijă de el. Managerul său, maseurul său, nu au aripi. El este singur, singur pe bicicletă ... Bartali se roagă în timp ce pedalează: raționalul cartezian și sceptic Coppi este plin de îndoieli, crede doar în corpul său, în motorul său”.
Cei doi s-au întâlnit la 7 ianuarie 1940, când Eberardo Pavesi, șeful echipei Legnano, l-a angajat pe Coppi să pedaleze pentru Bartali. Rivalitatea lor a început atunci când Coppi a câștigat Giro, iar Bartali, vedeta, a trimis echipa să-l prindă. Până la campionatul mondial din 1948 de la Valkenburg, Limburg, în Olanda, amândoi au concurat unul împotriva celuilalt mai degrabă decât să se ajute unul pe celălalt. Federația italiană de ciclism a anunțat: „Au uitat să onoreze prestigiul italian pe care îl reprezintă. Gândindu-se doar la rivalitatea lor personală, au abandonat cursa, spre aprobarea tuturor sportivilor”. Ei au fost suspendați pentru trei luni.
Dezghețul s-a rupt parțial când cei doi au împărțit o sticlă pe Col d'Izoard în Turul din 1952, dar cei doi s-au certat în legătură cu cine a oferit-o. „Eu am făcut-o”, a insistat Bartali. „El nu mi-a dat niciodată nimic”. Rivalitatea lor a fost subiectul unor prezentări intense și a dus la curse epice.

## Viața în timpul celui de-Al Doilea Război Mondial
Coppi s-a înrolat în armata italiană când Italia a intrat în cel de-al Doilea Război Mondial: declarația de război a Puterilor Aliate a fost făcută a doua zi după terminarea Turului Italiei din 1940. Inițial, ofițerii l-au sprijinit să-și continue cariera de ciclist: ciclismul pe pistă și cursele de o zi au continuat în timpul războiului, iar Coppi a continuat să se bucure de succes, câștigând Giro di Toscana, Giro dell'Emilia și Tre Valli Varesine pe șosea în 1941, alături de titlul național italian de urmărire pe pistă. La începutul anului următor, a avut probleme după moartea tatălui său, dar a devenit campion național pe șosea după ce a suferit o pană și a pierdut un minut și jumătate față de pluton, ceea ce l-a forțat să se angajeze într-o urmărire solitară pentru a reintra în pluton. Săptămâna următoare și-a rupt clavicula după o căzătură înainte de a-și apăra titlul de campion național la urmărire în finala împotriva lui Cino Cinelli: cu toate acestea, Cinelli a refuzat să accepte titlul prin neprezentare, iar finala a fost amânată pentru octombrie, pe care Coppi a câștigat-o. La scurt timp după aceea, el a încercat cu succes să doboare recordul orei la Vigorelli Velodrome: acoperișul clădirii încă avea găuri mari după ce Milano fusese puternic bombardată cu câteva săptămâni înainte.
În martie 1943, Coppi a fost trimis în Africa de Nord pentru a participa la campania din Tunisia, luptând împotriva forțelor britanice. Potrivit documentului de identificare a lui Coppi, acesta a fost capturat la 13 mai 1943 în Enfidha, la 100 km sud de Tunis, deși este posibil să fi fost prins în luna precedentă de către Armata a VIII-a britanică, care se afla în oraș și în împrejurimi la acea vreme. A fost ținut în lagărul de prizonieri de război din apropiere, la Ksar Saïd. În lagăr a întâlnit alți cicliști, printre care Silvio Pedroni, care îi dăduse anterior lui Coppi o anvelopă după ce acesta din urmă suferise o pană într-o cursă în 1939, și Ilio Simoni, care avea să devină mai târziu coechipier al lui Coppi la Bianchi. De asemenea, a împărțit mâncarea cu tatăl lui Claudio Chiappucci, care a participat la Turul din anii 1990. I se dădeau treburi ciudate de făcut. Ciclistul britanic Len Levesley a declarat că a fost uimit când Coppi l-a tuns, Levesley, aflându-se pe targă din cauza poliomielitei, a spus:
„Cred că mi-a luat doar o secundă întreagă să îmi dau seama cine era. Arăta bine, era slab și, după ce fusese în deșert, părea bronzat. Îl văzusem doar în reviste de ciclism, dar am știut imediat cine este. Așa că m-a tuns și am încercat să port o conversație cu el, dar nu vorbea engleză, iar eu nu vorbesc italiană. Dar am reușit să vorbim una sau două cuvinte și i-am spus că am participat la curse de club. Și i-am dat un baton de ciocolată pe care îl aveam la mine și el a fost recunoscător pentru asta și asta a fost tot.”
În aprilie 1944, Coppi s-a îmbolnăvit de malarie, însă aceasta a fost rapid diagnosticată și tratată. În luna noiembrie a aceluiași an, s-a întors în Italia, ajungând într-un lagăr de prizonieri de război din Napoli pentru a lucra ca șofer pentru Royal Air Force. În 1945, britanicii l-au mutat pe Coppi la o bază RAF din Caserta, în Italia, cu sediul în palatul regal al orașului, unde a lucrat ca șofer de camion și ca asistent personal și om de serviciu pentru un ofițer, locotenentul Ronald Smith Towell, care nu auzise niciodată de el. În ciuda acestui fapt, cei doi au stabilit o relație reciproc avantajoasă: popularitatea lui Coppi în Italia l-a ajutat pe Towell să își atingă obiectivele ca administrator, în timp ce Towell a reușit, prin intermediul fotbalistului Umberto Busani de la S.S.C. Napoli, să îl ajute pe Coppi să intre în contact cu jurnalistul sportiv local Gino Palumbo, care avea să devină mai târziu redactor la La Gazzetta dello Sport. Coppi i-a scris lui Palumbo întrebându-l dacă îl poate ajuta să obțină o bicicletă de curse pentru el, deoarece avea doar o bicicletă militară cu anvelope grele care îi provoca dureri. Palumbo a scris un articol de ziar în care a cerut ajutor: Coppi a primit apoi o bicicletă de curse Legnano de la un tâmplar din Somma Vesuviana.
Războiul fiind ca și terminat, Coppi a fost eliberat în 1945. În plus, în timpul detenției sale în lagărul britanic se distanțase de guvernul lui Mussolini, ceea ce a dus adesea la un tratament benefic în comparație cu cei care continuau să își mărturisească loialitatea față de regimul fascist. La eliberare, a mers cu bicicleta și a făcut autostopul până acasă. Duminică, 8 iulie 1945, a câștigat Circuitul Așilor de la Milano, după patru ani de absență de la curse. În sezonul următor a câștigat Milano-San Remo.

## Viața personală

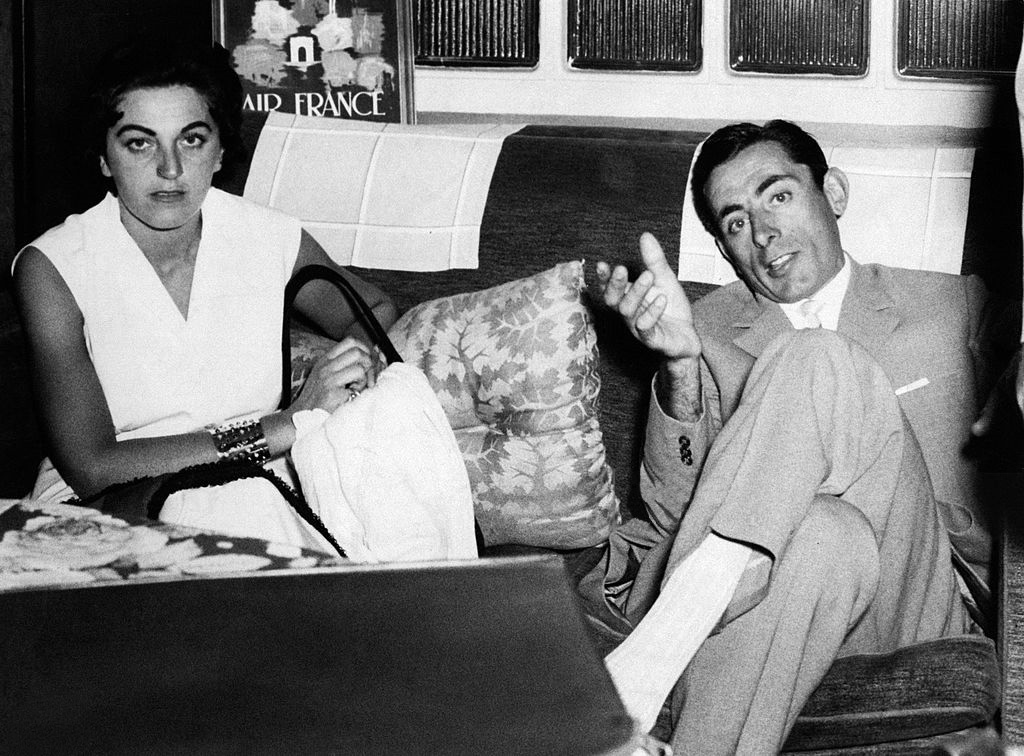
Coppi și Giulia Occhini în iulie 1954

Iubita lui Coppi, „Femeia în alb”, era Giulia Occhini, descrisă de prezentatorul francez Jean-Paul Ollivier ca fiind „de o frumusețe izbitoare, cu părul castaniu des și despicat în împletituri enorme”. Ea era căsătorită cu un căpitan de armată, Enrico Locatelli. Coppi a fost căsătorit cu Bruna Ciampolini. Locatelli era un fan al ciclismului. Soția sa nu era, dar i s-a alăturat pe 8 august 1948 pentru a vedea cursa Tre Valli Varesine. Mașina lor a fost prinsă alături de cea a lui Coppi într-un ambuteiaj. În acea seară, Occhini s-a dus la hotelul lui Coppi și i-a cerut o fotografie. El a scris „Cu prietenie pentru ...”, i-a cerut numele ei și apoi l-a adăugat. Din acel moment, cei doi au petrecut din ce în ce mai mult timp împreună.
Italia era o țară cu o atitudine strictă, în care adulterul era prost văzut. În 1954, Luigi Boccaccini de la La Stampa a văzut-o așteptându-l pe Coppi la sfârșitul unei curse la St-Moritz. Ea și Coppi s-au îmbrățișat, iar La Stampa a tipărit o fotografie în care ea era descrisă drept la dama in bianco di Fausto Coppi - „femeia în alb a lui Fausto Coppi”.
Nu a durat mult până când s-a aflat cine era. Ea și Coppi s-au mutat împreună, dar scandalul a fost atât de mare încât proprietarul apartamentului lor din Tortona le-a cerut să se mute. Reporterii i-au urmărit până la un hotel din Castelletto d'Orba și din nou s-au mutat, cumpărând Villa Carla, o casă lângă Novi Ligure. Acolo, poliția i-a percheziționat noaptea pentru a vedea dacă împărțeau patul. Papa Pius al XII-lea i-a cerut lui Coppi să se întoarcă la soția sa. Acesta a refuzat să binecuvânteze Turul Italiei atunci când Coppi a participat la cursă. Papa a discutat cu Federația Italiană de Ciclism. Președintele acesteia, Bartolo Paschetta, a scris la 8 iulie 1954: „Dragă Fausto, ieri seară, Sfântul Petru mi-a făcut cunoscut faptul că vestea [despre adulter] i-a provocat o mare durere”.
Bruna Ciampolini a refuzat divorțul. A pune capăt unei căsătorii era rușinos și încă ilegal în țară. Coppi a fost evitat, iar spectatorii l-au scuipat. El și Giulia Occhini au avut un fiu, Faustino.

## Decesul

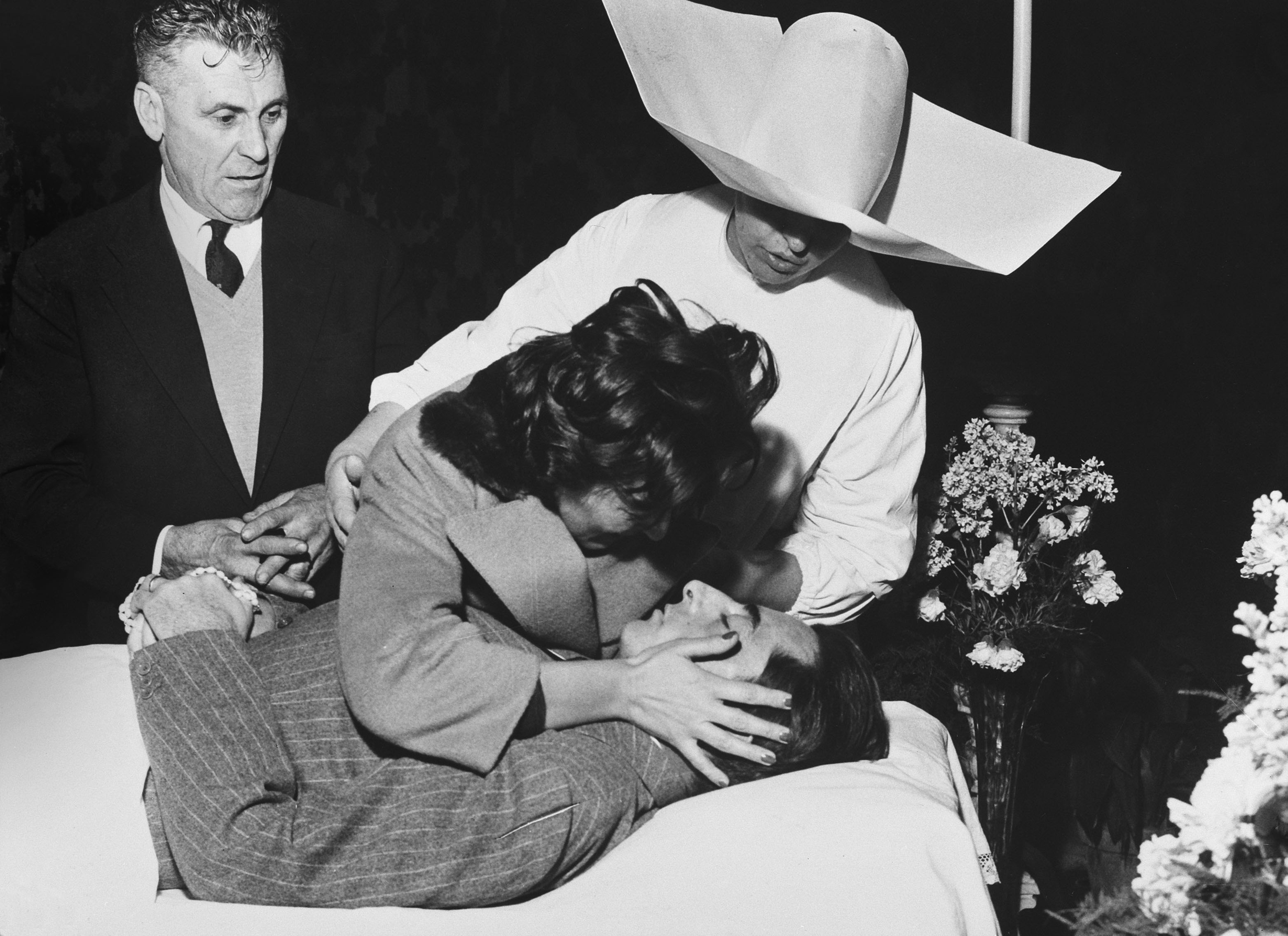
Funeraliile lui Coppi în ianuarie 1960

În decembrie 1959, președintele din Burkina Faso, Maurice Yaméogo, i-a invitat pe Coppi, Raphaël Géminiani, Jacques Anquetil, Louison Bobet, Roger Hassenforder și Henry Anglade să concureze împotriva unor cicliști locali și apoi să meargă la vânătoare. Géminiani și-a amintit:
„Am dormit în aceeași cameră cu Coppi, într-o casă infestată de țânțari. Eu mă obișnuisem cu ei, dar nu și Coppi. Ei bine, când spun că am „dormit”, este o exagerare. A fost ca și cum safariul ar fi fost devansat cu câteva ore, doar că pentru moment vânam țânțari. Coppi îi lovea cu un prosop. În acel moment, bineînțeles, nu aveam nici cea mai mică idee despre ce consecințe tragice avea să aibă acea noapte. De zece ori, de douăzeci de ori, i-am spus lui Fausto: „Fă ce fac eu și bagă-ți capul sub cearșafuri; acolo nu te pot mușca””.
Amândoi au luat malarie și s-au îmbolnăvit când au ajuns acasă. Géminiani a declarat:
„Temperatura mea a ajuns la 41,6 °C [...]. Deliram și nu mă puteam opri din vorbit. Mi-am imaginat sau poate am văzut oameni peste tot, dar nu am recunoscut pe nimeni. Doctorul m-a tratat pentru hepatită, apoi pentru febră galbenă, în cele din urmă pentru tifos”.
Géminiani a fost diagnosticat ca fiind infectat cu plasmodium falciparum, una dintre cele mai letale tulpini de malarie. Géminiani și-a revenit, dar Coppi a murit, medicii săi fiind convinși că avea o afecțiune bronhică. La Gazzetta dello Sport, cotidianul sportiv italian, a publicat un supliment despre Coppi. Editorul a scris că s-a rugat ca Dumnezeu să trimită în curând un alt Coppi. Coppi era ateu.

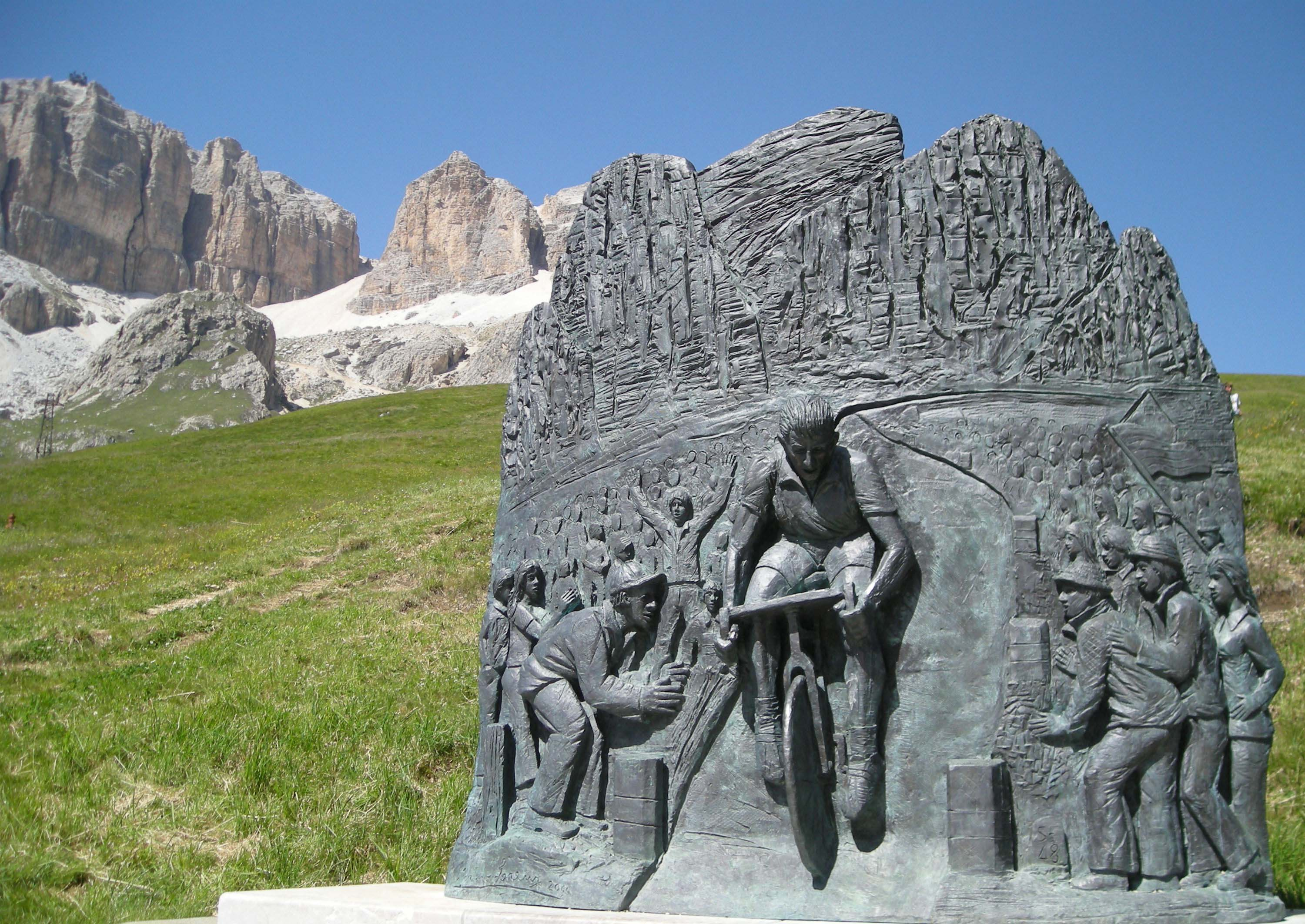
Memorialul lui Coppi de la Pasul Pordoi din Dolomiți, Alpi

În ianuarie 2002, un bărbat identificat doar ca Giovanni, care a trăit în Burkina Faso până în 1964, a declarat că Coppi nu a murit de malarie, ci de o supradoză de cocaină. Ziarul Corriere dello Sport a declarat că Giovanni a avut informațiile de la Angelo Bonazzi. Giovanni a spus: „Angelo este cel care mi-a spus că Coppi a fost ucis. Am fost un susținător al lui Coppi și vă puteți imagina starea mea când mi-a spus că Coppi a fost otrăvit la Fada Gourma, în momentul unei recepții organizate de șeful satului. Angelo mi-a mai spus că [Raphael] Géminiani a fost și el prezent... Farfuria lui Fausto a căzut, au înlocuit-o și apoi...”.
Povestea a fost atribuită, de asemenea, unui călugăr benedictin în vârstă de 75 de ani, pe nume Fratele Adrien. Acesta i-a povestit lui Mino Caudullo de la Comitetul Național Olimpic Italian: „Coppi a fost ucis cu o poțiune amestecată cu iarbă. Aici, în Burkina Faso, se întâmplă acest fenomen îngrozitor. Oamenii sunt încă uciși în acest fel”. Medicul lui Coppi, Ettore Allegri, a respins povestea ca fiind „o prostie absolută”.
Un tribunal din Tortona a deschis o anchetă și a întrebat toxicologii despre exhumarea corpului lui Coppi pentru a căuta otravă. Un an mai târziu, fără exhumare, cazul a fost clasat.

## Moștenire
Giro își amintește de Coppi în etapele montane. Un bonus montan, numită Cima Coppi, este acordat primului ciclist care ajunge pe cel mai înalt vârf al Giro. În 1999, Coppi s-a clasat pe locul al doilea în scrutinul pentru cel mai mare sportiv italian al secolului al XX-lea.
Povestea vieții lui Coppi a fost descrisă în filmul TV din 1995, Il Grande Fausto, scris și regizat de Alberto Sironi. Coppi a fost interpretat de Sergio Castellitto, iar Giulia la „Dama Bianca” (Femeia în alb) a fost interpretată de Ornella Muti.
Un clișeu frecvent repetat este acela că atunci când Coppi a fost întrebat cum să devii campion, răspunsul său a fost: „Doar pedalează. Doar pedalează. Doar pedalează.” Un restaurant italian din Belfast, amenajat cu piese și imagini de biciclete de șosea, se numește Coppi. Asteroidul 214820 Faustocoppi a fost numit în memoria sa în decembrie 2017.
Satul în care s-a născut, cunoscut anterior sub numele de „Castellania”, a fost redenumit Castellania Coppi de către consiliul regional Piemont în 2019, în vederea pregătirii centenarului nașterii sale.